# Воскресенский, Вячеслав Константинович
Вячесла́в Константи́нович Воскресе́нский (22 октября 1948, Тюмень, СССР) — советский и российский актёр театра и кино, сыгравший главного героя Финиста в фильме-сказке «Финист — Ясный сокол».

## Биография
Вячеслав Воскресенский родился в г. Тюмени в семье милиционера. Был старшим из четырех детей. С раннего детства проявлял творческие способности. Дебютировал в 1957 году в спектакле «Кремлёвские куранты», который был поставлен на сцене Тюменского театра.
В 1969 году окончил Свердловское театральное училище. Играл в телеспектаклях. С 1969 по 1971 гг. — служил актёром в Челябинском областном драмтеатре. С 1971 по 1975 гг. служил в театрах Златоуста, Тюмени, Тамбова, Рязани и Свердловска (ныне Екатеринбург).
В 1975 году дебютировал в главной роли в фильме «Финист — Ясный Сокол». Во время съёмок был в дружеских отношениях с Пуговкиным. В интервью Комсомолке он признался: «Пуговкин изменил мою жизнь. Он часто давал советы, как правильно играть, и я прислушивался к нему больше, чем к режиссёру». Роль Финиста прославила актёра на всю страну и была самой успешной в его карьере. Женщины-поклонницы присылали Воскресенскому многочисленные письма, газеты часто брали интервью.
После завершения съёмок и выхода фильма Воскресенский играл в Свердловском (ныне Екатеринбургском) драмтеатре. Амплуа актёра было «герой-любовник». Но после жесткой критики его обвинили в профнепригодности и уволили из театра.
В 1978 Воскресенский окончил курсы организаторов кинопроизводства при ВГИКе и сразу по окончании устроился на Свердловскую киностудию. Там он работал директором по художественным фильмам. Работал с Ярополком Лапшиным, с Михаилом Глузским. Но позже у него и там возникли проблемы, и актёр ушёл работать в городское похоронное бюро, где он стал начальником отдела обслуживания. На этой должности он проработал с 1979 по 1987 год.
Вскоре он начал работать начальником цеха по обслуживанию актеров на Свердловской киностудии.
После того как сильно заболела мама, он продал свою квартиру в Свердловске, оставил должность на киностудии и переехал в родную Тюмень. Там он поддерживал мать и участвовал в открытии детского и молодёжного театра «Ангажемент» (1994). Вскоре родственники приватизировали его квартиру в Тюмени, не оставив ему и доли. Воскресенский попытался восстановить справедливость через суд, но не смог ничего добиться и уехал в Екатеринбург.
После судебных разбирательств и пережитых волнений его начали одолевать болезни и старые травмы. В 2000 Воскресенский устроился на работу культорганизатором в клубе екатеринбургского госпиталя ветеранов войн, где он до этого находился на лечении. После распада третьего брака Вячеслав Константинович Воскресенский пережил тяжелый период, сопровождавшийся депрессией. Вскоре у него был диагностирован рак гортани. Длительное лечение и реабилитация позволили ему побороть болезнь, после чего жизнь начала постепенно налаживаться. Воскресенский познакомился с будущей супругой Ольгой, которая была моложе его на 20 лет и с детства передвигалась в инвалидной коляске. Ее сила характера и оптимизм произвели на актера глубокое впечатление. В 2011 году переехал в г. Красноуральск Свердловской области, где занялся педагогической деятельностью. Он основал театральную студию при местном Дворце культуры, воспитал множество учеников, среди которых были те, кто впоследствии поступил в театральные вузы и связал свою жизнь с актерским искусством.
Принял участие в программе «Сегодня вечером». Выпуск был показан 14 июня 2014 года.
В декабре 2014 поддержал ЛНР, посетив Луганск и встретившись со студентами Луганской государственной академии культуры и искусств имени Михаила Матусовского.
В 2022 году Воскресенского ждало новое испытание. Во время плановой операции у него случился инсульт. Несмотря на страшную болезнь, Вячеслав Константинович смог восстановиться и продолжить творческую деятельность. 
В последние годы Воскресенский сосредоточился на кинопроизводстве, став одним из основателей продюсерского центра Bright Star. Исполнительным продюсером центра является сам Воскресенский, а генеральным продюсером — его бывший ученик Александр Марамзин. В рамках продюсерского центра началась работа над историческим документальным фильмом и игровым сериалом «Ермак. Наследие». 

## Семья
Вячеслав Воскресенский был женат три раза. Первая жена, Людмила Денисенкова (1945—2004), была актрисой Тюменского театра драмы, где и познакомилась с будущим мужем. Играла в театре и гастролировала вместе с ним несколько лет. Когда у Воскресенского настал тяжелый период в карьере, она ушла к другому, и супруги развелись. От первой жены есть дочь Юлия (1970) и внук. Со второй женой Воскресенский прожил недолго — не сошлись характерами. Родила дочь Нину (1980). В 2005 Воскресенский женился в третий раз.

## Фильмография
| Год  |     | Название               | Роль                     |
| ---- | --- | ---------------------- | ------------------------ |
| 1975 | ф   | Финист — Ясный сокол   | Финист                   |
| 1978 | кор | Синюшкин колодец       | Илюха-старатель          |
| 1978 | ф   | Сюда не залетали чайки | Летяга                   |
| 1983 | ф   | Таежный моряк          | Свиридов                 |
| 1991 | ф   | Наутилус               | эпизод                   |
| 1991 | ф   | Группа риска           | эпизод                   |
| 1992 | ф   | Патриотическая комедия | 1-й оперативник          |
| 2006 | с   | Главный калибр         | Имя персонажа не указано |
| 2014 | док | Жизнь — не сказка      | Имя персонажа не указано |
| 2026 | док | Ермак. Наследие        | Исполнительный продюсер  |